# Kelkheim (Taunus)
Kelkheim (Taunus) – miasto w Niemczech, w kraju związkowym Hesja, w rejencji Darmstadt, w powiecie Main-Taunus. 30 września 2015 miasto liczyło 28 550 mieszkańców.
Jego miastem partnerskim jest High Wycombe w Anglii.

## Przypisy

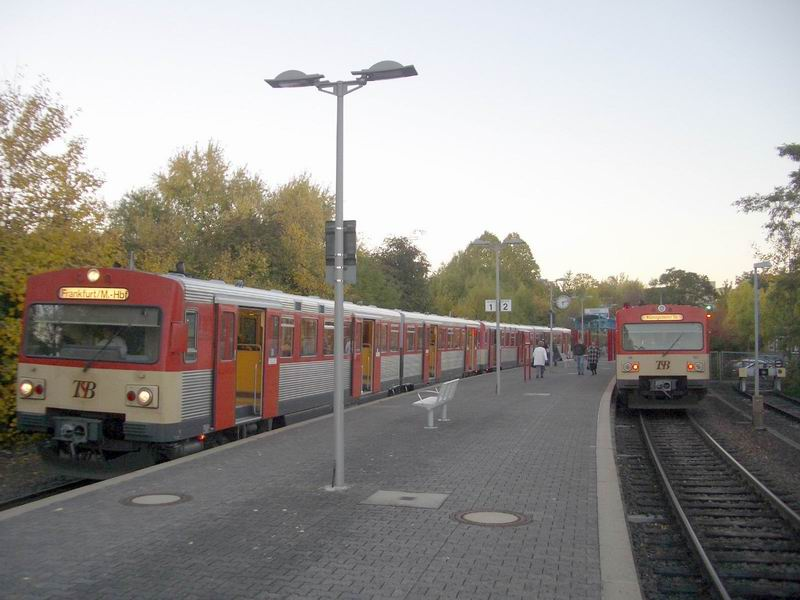
Dworzec w Kelkheim